# Cestoda
Classe
Les cestodes (nom masculin) ou Cestoda (nom scientifique) sont une classe de plathelminthes parasites dont les adultes vivent dans le tube digestif des vertébrés. Ils ont une extrémité supérieure ronde, le scolex, avec des crochets et des ventouses qui leur permettent de s'accrocher.  Derrière le scolex, ils ont un cou en croissance puis un strobile suivi par des segments appelés proglottis (immatures, matures, gravides) qui contiennent de nombreux œufs. Comme les cestodes n'ont pas de tube digestif à proprement parler, ils absorbent la nourriture prédigérée par l'hôte : ils sont osmotrophes.
Les bothriocéphales et les ténias sont des cestodes.

## Constitution
Les cestodes ont un corps plat, segmenté et un aspect rubané. Les cestodes sont spécialisés dans le parasitisme avec des organes de fixation sur l'hôte et l'absence de tube digestif. Ce sont des mésoparasites. Les segments ont pour fonction de produire des œufs (jusqu'à 5000 œufs par jour). Le segment mâle est antérieur et le segment femelle est postérieur, ainsi la reproduction se fait par autofécondation, par repliement. Dans leur cycle il n'existe pratiquement pas de phase libre.
Il existe deux groupes importants : les cyclophyllidiens, dont le scolex possède quatre ventouses, et les bothriocéphales, dont le scolex porte des pseudobothridies longitudinales qui font office de ventouses.
De nombreux animaux peuvent être parasités par un bothriocéphale tels que les phoques, renards, ours, porcs, chiens, chats et les êtres humains. Les larves de bothriocéphale évoluent dans un crustacé : le cyclops. Ce dernier est consommé par d'autres poissons et des humains se contaminent en mangeant des poissons crus ou insuffisamment cuits. Les cestodes ont perdu leur tube digestif ; ils se nourrissent via leurs hôtes.
Les bothriocéphales provoquent globalement les mêmes troubles que les ténias avec, à noter, une carence en vitamine B12 provoquant une anémie mégalocytaire.
On retiendra par exemple Taenia saginata, mieux connu sous le nom de ver solitaire.

## Liste des sous-classes et ordres
Selon NCBI (1er mars 2011), World Register of Marine Species (4 novembre 2023) et ITIS (1er mars 2011), les Cestoda disposent de deux sous-classes :
- sous-classe Cestodaria
- sous-classe Eucestoda

La décomposition en ordres est la suivante :
- Classe Cestoda
  - sous-classe Cestodaria
    - ordre Amphilinidea Poche, 1922
    - ordre Gyrocotylidea Poche, 1926

  - sous-classe Eucestoda
    - ordre Bothriocephalidea Kuchta, Scholz, Brabec & Bray, 2008 
    - ordre Caryophyllidea van Beneden in Carus, 1863 
    - ordre Cathetocephalidea Schmidt & Beveridge, 1990 
    - ordre Cyclophyllidea van Beneden in Braun, 1900 
    - ordre Diphyllidea Van Beneden in Carus, 1863 
    - ordre Diphyllobothriidea Kuchta, Scholz, Brabec & Bray, 2008 
    - ordre Haplobothriidea Joyeux & Baer, 1961 
    - ordre Lecanicephalidea Hyman, 1951 
    - ordre Litobothriidea Dailey, 1969 
    - ordre Nippotaeniidea Yamaguti, 1939 
    - ordre Onchoproteocephalidea Caira, Jensen, Waeschenbach, Olson & Littlewood, 2014 
    - ordre Phyllobothriidea Caira, Jensen, Waeschenbach, Olson & Littlewood, 2014 
    - ordre Rhinebothriidea Healy, Caira, Jensen, Webster & Littlewood, 2009 lato 
    - ordre Spathebothriidea Wardle & McLeod, 1952 
    - ordre Tetrabothriidea
    - ordre Tetraphyllidea
    - ordre Trypanorhyncha
    - Genres non classés de Eucestoda (incertae sedis) :
      - genre Alyselminthus Zeder, 1800
      - genre Bothriotaenia Railliet, 1892
      - genre Dibothrium Diesing, 1850
      - genre Maccallumiella Yamaguti, 1952
      - genre Prosthecocotyle Monticelli, 1892

### Taxons obsolètes[2]
- Ancien ordre Proteocephalidea : maintenant dans Onchoproteocephalidea
- Ancien ordre Pseudophyllidea : maintenant dans Diphyllobothriidea ou Bothriocephalidea